# Nomada electa
Nomada electa är en biart som beskrevs av Cresson 1863. Nomada electa ingår i släktet gökbin, och familjen långtungebin. Inga underarter finns listade i Catalogue of Life.